# Гримм, Герман Давидович

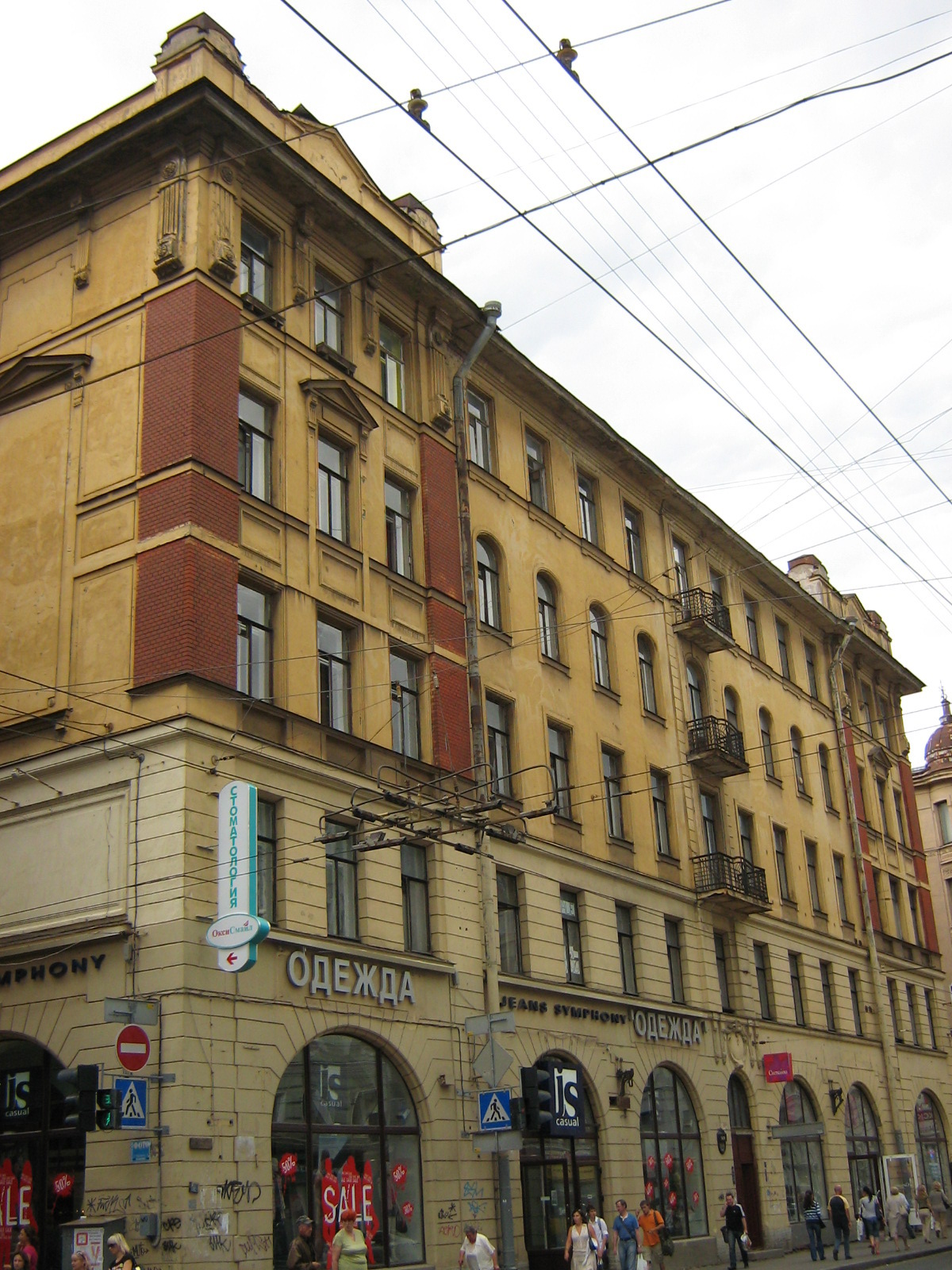
Доходный дом Ведомства учреждений императрицы Марии (Большой проспект Петроградской стороны, дом 76)

Ге́рман Дави́дович Гримм (1865—1942) — русский архитектор, академик Императорской Академии художеств. Сын архитектора Д. И. Гримма. Отец искусствоведа, историка архитектуры Г. Г. Гримма (1905—1959).

## Биография
Окончил гимназию Карла Мая (1883). Прошёл курс обучения в Императорской Академии художеств (1884—1888). Во время обучения получал награды Академии художеств: малая серебряная медаль (1886), большая серебряная (1888), малая золотая (1889) за проект «Городской Думы в Санкт-Петербурге», большая золотая медаль (1890) за проект «посольского дома». Звание классного художника 1-й степени (1890). Отправлен за границу пенсионером Академии художеств (1890). Звание академика архитектуры (1895).
Преподаватель (с 1900), профессор (с 1901) Института гражданских инженеров. Архитектор, инспектор строительной части Ведомства учреждений императрицы Марии (с 1907). Член Петербургского общества архитекторов с 1894. Старшина, заведующий музеем, член совета общества (с 1900-х). Работал для общества религиозно-нравственного просвещения в духе православной церкви. Автор построек в Москве, под Рыбинском и в Сочи, дачи в Петергофе и отделения для туберкулезных больных санатория в Халила.
В советское время — инженер и архитектор ряда организаций по сооружению железных дорог. Строил дома отдыха, промышленные здания; автор проекта жилого поселка электростанции «Красный Октябрь» в Ленинграде. Профессор Академии Художеств, доктор архитектуры, историк и теоретик зодчества, автор исследований по пропорциям. Действительный член Академии архитектуры СССР.
Умер в блокадном Ленинграде.

## Проекты в Санкт-Петербурге
- Улица Ивана Черных, д.№ 20 — церковь Сергия Радонежского. 1899—1900. Совместно с Г. Г. фон Голи. (Не сохранилась).
- Стремянная улица, д. № 20 — здание общества религиозно-нравственного просвещения. 1899—1902. Совместно с Г. Г. фон Голи.
- 3-я линия, д. № 26 — доходный дом П. Я. Прохорова. 1900. Совместно с Г. Г. фон Голи.
- Лесной проспект, д. № 16 / Выборгская улица. 1901—1903 — церковь Иоанна Предтечи. При участии Г. Г. фон Голи. Закрыта в 1930 году и перестроена под спортивный зал.
- Кирочная улица, д. № 43 — здание музея Суворова. 1901—1904. Участие. Автор-строитель А. И. фон Гоген.
- Большой проспект Петроградской стороны, д. № 76—78 / Бармалеева улица, д.№ 5 — Плуталова улица, д.№ 25 — доходный дом Ведомства учреждений императрицы Марии. 1903—1905.
- 8-я линия, д. № 37 — доходный дом. Перестройка. 1904.
- Съезжинская улица, д. № 4 — доходный дом Н. А. Терентьева (И. И. Боргмана). 1904—1905.
- Набережная Обводного канала, д.№ 116 — Храм Воскресения Христова у Варшавского вокзала. 1904—1908. Совместно с Г. Г. фон Голи и А. Л. Гуном.
- Плуталова улица, д. № 24 — здание Петровской женской гимназии. 1905.

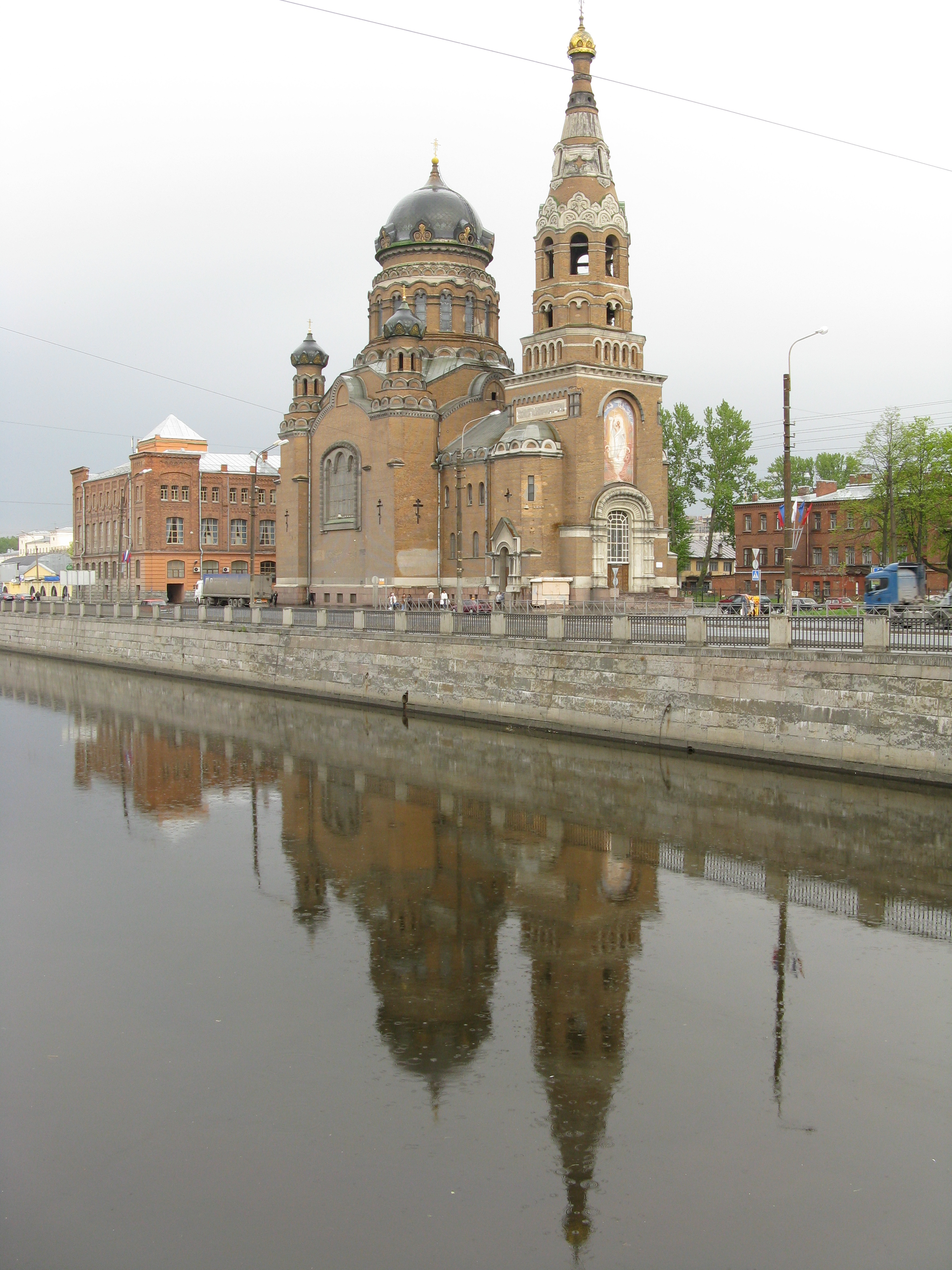
Храм Воскресения Христова у Варшавского вокзала

- Чкаловский проспект, д. № 50. 1906—1911. Церковь преп. Алексия Человека Божия при Доме милосердия (имела адрес по Бармалеевой улице). В конце 1920-х перестроена в корпус завода «Артель Прогресс-Радио» (ныне завод «Измеритель» Архивная копия от 7 июля 2008 на Wayback Machine).
- 14-я линия, д. № 39 — здание гимназии и реального училища К. И. Мая. 1909—1910.
- Улица Льва Толстого, д. № 6, двор — здание столовой Женского медицинского института. 1910 (1912?).
- Улица Союза Печатников, д. № 13—15 — доходный дом. Надстройка. 1912.
- Волжский переулок, д. № 15 — складское здание Ф. А. Гутхейля. 1913.
- 4-я линия, д. № 13 — здание книгоиздательства А. Ф. Девриена. 1913—1914.
- Большой проспект Васильевского острова, д. № 55, двор — здание приюта лютеранской церкви св. Екатерины. 1913—1914.
- 15-я линия, д. № 16 — доходный дом лютеранской церкви св. Екатерины. 1914—1915.
- Политехническая улица, д. № 26 — здание богадельни для престарелых неимущих потомственных дворян в память 300-летия дома Романовых (1912—1916). С 1920 — Главное здание Физико-технического института им. А. Ф. Иоффе. Расширено и перестроено.